# I Съезд народных депутатов СССР
I Съезд народных депутатов СССР — первое собрание (съезд) народных депутатов Союза Советских Социалистических Республик (СССР).

## История
26 марта 1989 года состоялись выборы народных депутатов Союза ССР, первые выборы высшего органа власти Советского Союза, на которых избирателям впервые предоставлялся выбор между несколькими кандидатами в депутаты. Впервые в Союзе ССР происходило публичное обсуждение различных предвыборных программ (в том числе и на теледебатах).
Получив свободу выбора, граждане советского государства зачастую отказывали в доверии правящей партии. Так в Ленинграде не был избран ни один партийный и советский руководитель города и области, ни один член бюро обкома, включая первого секретаря и даже командующего военным округом.
Съезд открылся 25 мая 1989 года. В первый же день работы Съезда он избрал Горбачёва Председателем Верховного Совета СССР. Заседания съезда транслировались по телевидению в прямом эфире, и множество граждан Советского Союза внимательно следили за ними. 5 июня было отменено очередное заседание съезда в связи с тем, что этот день был объявлен днем траура по жертвам железнодорожной катастрофы на трассе Челябинск — Уфа, произошедшей в ночь с 3 на 4 июня. М. С Горбачёв выразил глубокое соболезнование депутатам, выступив с краткой речью.

Впервые телезрители смогли увидеть выступления академика А. Д. Сахарова, в которых он выступал с критикой политической системы СССР: 
По действующей Конституции, председатель Верховного Совета СССР обладает абсолютно, фактически ничем не ограниченной личной властью. Сосредоточение такой власти в руках одного человека крайне опасно.
Съезд был отмечен противостоянием, выразившимся в активной полемике действующего Генерального секретаря ЦК КПСС М. Горбачёва с академиком-диссидентом А. Сахаровым, члена ЦК КПСС Е. Лигачёва с опальным в то время, будущим первым президентом России Б. Ельциным.
Среди депутатов было немало ярких личностей, ставших, благодаря съезду известными на всю страну, некоторые из них из преподавателей, служащих и научных сотрудников переквалифицировались в публичные политики, в последующие годы были избраны на руководящие должности государства, возглавили оппозиционные движения. Среди них — Г. Попов (позднее стал мэром Москвы), С. Умалатова (стала впоследствии политиком-радикальным коммунистом), А. Собчак (избран мэром Санкт-Петербурга), Ю. Афанасьев (возглавил движение «Демократическая Россия», затем — ректор РГГУ), Алексей Казанник (стал Генеральным Прокурором России).
На съезде впервые был выдвинут альтернативный кандидат на должность Председателя Верховного Совета СССР — депутат, член МДГ А. Оболенский. Он выступил с изложением своей предвыборной программы, но не был зарегистрирован (не был включён в бюллетень для голосования).
Борис Ельцин не был избран съездом 26 мая членом Верховного Совета СССР, однако 29 мая депутат Алексей Казанник уступил ему своё место в Совете Национальностей Верховного Совета.
В последний день Съезда, в относительном меньшинстве, радикально настроенные депутаты создали Межрегиональную группу народных депутатов (сопредседатели группы: А. Д. Сахаров, Б. Н. Ельцин, Ю. Н. Афанасьев, Г. Х. Попов, В. Пальм). Они выступали за политические и экономические преобразования в Союзе ССР, за радикальное реформирование советского общества.

## Мнения участников съезда
Спустя 20 лет после съезда его делегаты так характеризовали то время:
- Историк Юрий Афанасьев[2]:Люди надеялись, это было всплеск надежд, что можно жить и по-другому.
- Виктор Алкснис[2]:Мы были романтиками. Предполагалось,что наконец мы получили свободу, что наконец соберемся, что мы самые умные, знаем как нужно делать, и мы сейчас проголосуем, примем законы, которые нужны стране и как-то все само собой решится.